# بی‌آی‌پی
بی‌آی‌پی (به انگلیسی: BIP) شرکت خدمات مالی لوکزامبورگی است، که دفتر مرکزی آن در شهر لوکزامبورگ مستقر می‌باشد. این شرکت عمومأ در زمینه سرمایه‌گذاری و ارائه سهام خصوصی فعالیت می‌کند. تمرکز اصلی این شرکت عمدتأ در زمینه سرمایه‌گذاری خطرپذیر برای شرکت‌های نوپا می‌باشد.